# 内普卢瓦
内普卢瓦（法語：Nesploy，法語發音：[nɛplwa]）是法国卢瓦雷省的一个市镇，属于蒙塔日区。

## 地理
内普卢瓦（47°59'47"N, 2°21'41"E）面积12.87 平方千米，位于法国中央-卢瓦尔河谷大区卢瓦雷省，该省份为法国中北部省份，北起埃松省，西北接厄尔-卢瓦省，西南接卢瓦-谢尔省，南至涅夫勒省和谢尔省，东临约讷省，东北接塞纳-马恩省。
与内普卢瓦接壤的市镇（或旧市镇、城区）包括：布瓦科曼、贝勒加德、蒙利亚尔、尼贝勒、伯宗德河畔基耶尔、叙里欧布瓦。

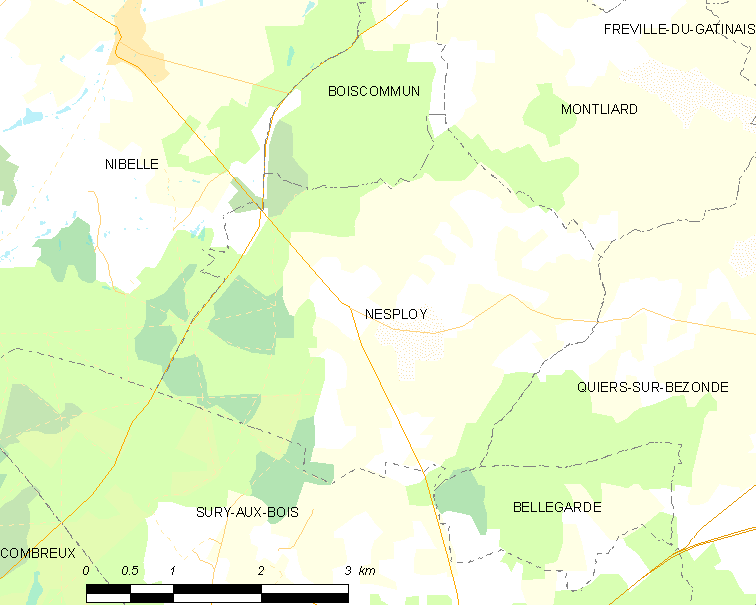
内普卢瓦的OSM定位图

内普卢瓦的时区为UTC+01:00、UTC+02:00（夏令时）。

## 行政
内普卢瓦的邮政编码为45270，INSEE市镇编码为45223。

## 政治
内普卢瓦所属的省级选区为洛里斯县。

## 人口

1962-2008年间内普卢瓦人口变化图示

内普卢瓦于2022年1月1日时的人口数量为368人。